# Woizlawa Feodora Meklenburská
Woizlawa Feodora Meklenburská (Woizlawa Feodora Elisa Marie Alžběta; 17. prosince 1918, Rostock – 3. června 2019, Görwihl) byla německá šlechtična a členka meklenbursko-schwerinského rodu. V době své smrti ve věku sta let byla nejstarší žijící členkou královské rodiny a nejstarší občankou Görwihlu.
Protože rodina neměla mužského potomka, je rok považován za vymřelý, kvůli salickému právu o následnictví.

## Dětství a rodina
Vévodkyně Woizlawa Feodora Elisa Marie Alžběta Meklenbursko-Schwerinská se narodila v Rostocku ve Svobodném státu Meklenbursko-Schwerinsko 17. prosince 1918 po abdikaci svého bratrance, velkovévody Meklenburska-Schwerinu Fridricha Františka IV. a založení Výmarské republiky. Její otec Adolf Fridrich Meklenburský byl v letech 1912 až 1914 guvernérem Togolandu (v Německé Západní Africe). Její matkou byla Viktorie Feodora Reuss zu Schleiz (1889–1918). Otec byl sedmým synem velkovévody Bedřicha Františka II. Meklenbursko-Zvěřínského a jeho třetí manželky Marie Schwarzbursko-Rudolstadtské. Matka Viktorie byla nejstarší dcerou Jindřicha XXVII. z Reussu, regenta knížectví Reuss-Greiz, a Elisy Hohenlohe-Langenburské, vnučky Feodory Leiningenské, nevlastní sestry královny Viktorie. Princezna Viktorie Feodora zemřela den po narození Woizlawy.
Pojmenována byla po dceři pomořanského vévody Wartislawa I. (zemřel 1135) a manželce Pribislava, posledního knížete obodritského a prvního knížete meklenburského. Její jméno bylo potvrzením toho, že rod Meklenburských, přestože byl po staletí poněmčen, byl původně slovanského původu.
Woizlawa byla sestřenicí:
- Velkoknížete Kirilla Vladimiroviče Ruského (1876–1938), pretendenta na ruský trůn po zavraždění jeho bratrance cara Mikuláše II.
- Královny Alexandriny Dánské (1879–1952), manželky Kristiána X. Dánského.
- Německé korunní princezny Cecílie (1886–1954), manželky německého korunního prince Viléma.
- Královny Juliány Nizozemské (1909–2004), královny Nizozemska.

## Svatba princezny Juliány
V roce 1937 probíhaly přípravy na svatbu jediného dítěte nizozemské královny Vilemíny, korunní princezny Juliány, s německým princem Bernhardem Lippsko-Biesterfeldským, když došlo k diplomatickému skandálu. Různí členové jeho rodiny a přátelé byli spojeni s nacisty a řada z nich se zúčastnila královské svatby. Protokol požadoval, aby byl budoucí princ-manžel pozván na audienci u své hlavy státu, kterou byl v té době Adolf Hitler. Aféra vyústila ve Vilemínin názor, že svatba je rodinná záležitost; v důsledku toho nepozvala členy cizích královských rodin, pokud je osobně neznala. V důsledku toho byly za Julianiny družičky vybrány buď její příbuzné, nebo příbuzné jejího ženicha. To zahrnovalo Woizlawu (princezninu sestřenici), Thyru Meklenbursko-Schwerinskou, Kiru Kirillovnu Ruskou, Žofii Sasko-Výmarsko-Eisenašskou a dvě Bernhardovy sestřenice, princezny Sieglinde a Alžbětu z Lippe.

## Manželství a potomci
15. září 1939 se dvacetiletá Woizlawa v Bad Doberanu provdala za svého vzdáleného příbuzného Jindřicha I., prince Reusse (1910–1982), kterého v roce 1935 adoptoval její bezdětný a svobodný strýc Jindřich XLV. Reuss. Jindřich XLV. byl nadšený sympatizant nacismu a na počátku 30. let 20. století se stal členem NSDAP. Během druhé světové války byl důstojníkem wehrmachtu a v srpnu 1945 byl zatčen Rusou armádou a následně prohlášen za nezvěstného.
Woizlawa měla s manželem šest dětí, dceru a pět synů:
- Feodora Alžběta Žofie Reussová (5. února 1942) ⚭ Gisbert zu Stolberg-Wernigerode (1942);
- Jindřich VIII. Reuss (30. srpna 1944) ⚭ Dorit von Ruffin (1948);
- Jindřich IX. Reuss (30. června 1947) ⚭ Amélie Besserer von Thalfingen (1959);
- Jindřich X. Reuss (28. července 1948) ⚭ Alžběta Akerhielm af Margarethelund (1946); rozvedli se ⚭ hraběnka Antonie von Arnim (1949);
- Jindřich XIII. Reuss (4. prosince 1951) ⚭ Susan Doukht Jaladi (1956); zatčen během zásahu proti extremistické pravicové skupině v roce 2022
- Jindřich XV. Reuss (9. října 1956) ⚭ Anja Charlotte Noothcooperová (1975).

## Restituční nárok

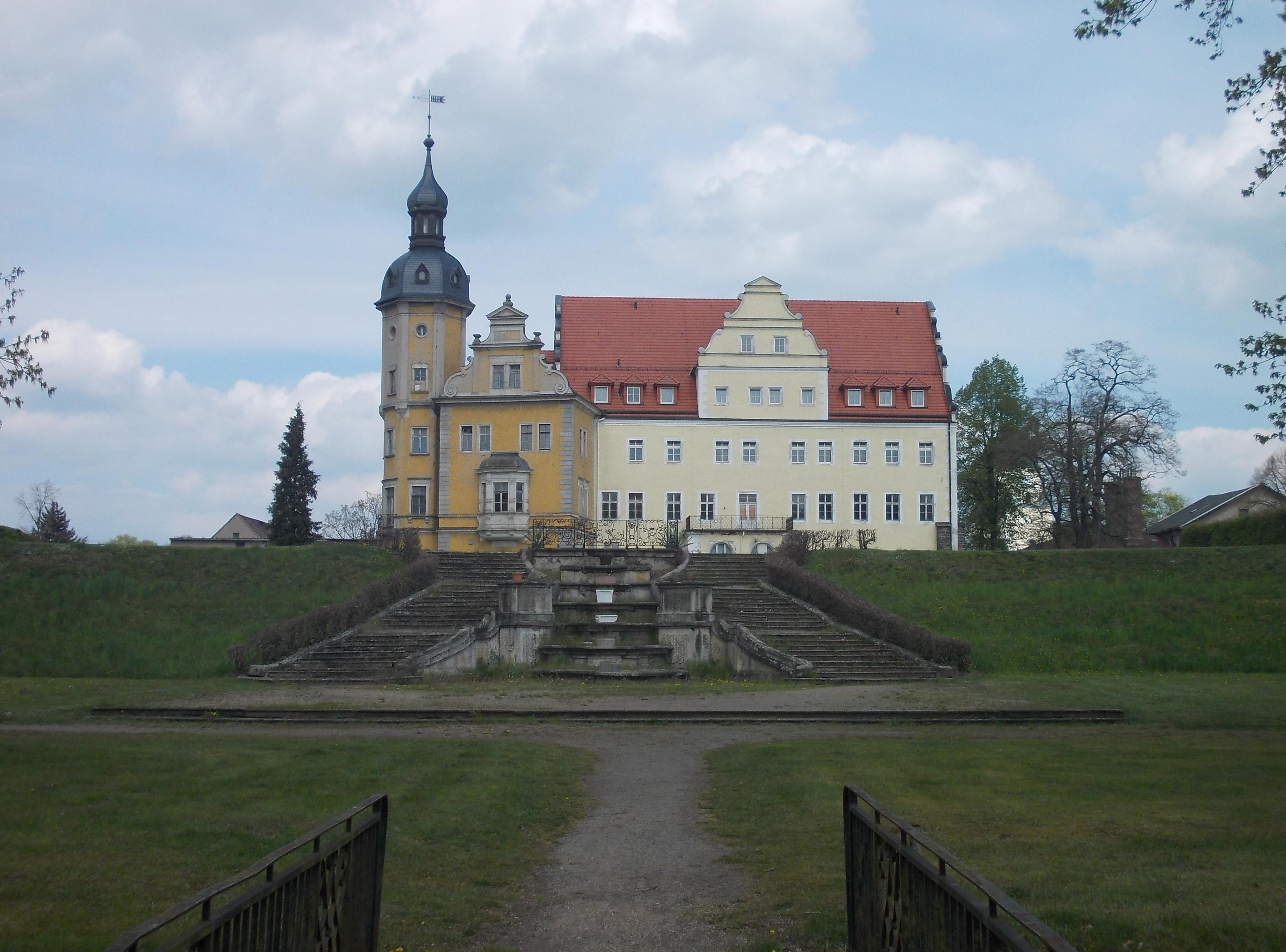
Zámek Thallwitz

V roce 1935 byl Woizlawin manžel adoptován jedním ze svých příbuzných, Jindřichem XLV., hlavou a posledním mužským členem mladší linie Reussů. Z důvodů dědictví se po jeho smrti v roce 1945 stal její manžel jediným dědicem jeho soukromého majetku, který zůstal ve vlastnictví mladší linie Reussů po jeho sesazení z trůnu během německé revoluce v roce 1918. V roce 1945 však komunistická pozemková reforma v sovětské okupační zóně (východní Německo) vyvlastnila veškerý movitý i nemovitý majetek rodu Reussů. Po znovusjednocení Německa v roce 1990 požádala jako dědic svého manžela o restituci na základě skutečnosti, že její zesnulý manžel byl britské i německé národnosti, a neměl tak být právně vyvlastněn podle okupačního práva. Navíc Bundestag schválil zákonný restituční nárok na movitý majetek, což vedlo k obrovským návratům muzejních předmětů. Podle úmluvy získala zámek Thallwitz a nějaký lesní majetek.

## Vývod z předků
|                               |                                              |  |                       |                                           |  |  |  |  |  |  |  | Fridrich Ludvík Meklenbursko-Zvěřínský |
|                               |                                              |  |                       |                                           |  |  |  |  |  |  |  |                                        |
|                               | Pavel Fridrich Meklenbursko-Zvěřínský        |  |                       |                                           |  |  |  |  |  |  |  |                                        |
|                               |                                              |  |                       |                                           |  |  |  |  |  |  |  |                                        |
|                               |                                              |  |                       | Jelena Pavlovna Ruská                     |  |  |  |  |  |  |  |                                        |
|                               |                                              |  |                       |                                           |  |  |  |  |  |  |  |                                        |
|                               | Bedřich František II. Meklenbursko-Zvěřínský |  |                       |                                           |  |  |  |  |  |  |  |                                        |
|                               |                                              |  |                       |                                           |  |  |  |  |  |  |  |                                        |
|                               |                                              |  |                       | Fridrich Vilém III.                       |  |  |  |  |  |  |  |                                        |
|                               |                                              |  |                       |                                           |  |  |  |  |  |  |  |                                        |
|                               | Alexandra Pruská                             |  |                       |                                           |  |  |  |  |  |  |  |                                        |
|                               |                                              |  |                       |                                           |  |  |  |  |  |  |  |                                        |
|                               |                                              |  |                       | Luisa Meklenbursko-Střelická              |  |  |  |  |  |  |  |                                        |
|                               |                                              |  |                       |                                           |  |  |  |  |  |  |  |                                        |
|                               | Adolf Fridrich Meklenburský                  |  |                       |                                           |  |  |  |  |  |  |  |                                        |
|                               |                                              |  |                       |                                           |  |  |  |  |  |  |  |                                        |
|                               |                                              |  |                       | Karel Günther Schwarzbursko-Rudolstadtský |  |  |  |  |  |  |  |                                        |
|                               |                                              |  |                       |                                           |  |  |  |  |  |  |  |                                        |
|                               | Adolf Schwarzbursko-Rudolstadtský            |  |                       |                                           |  |  |  |  |  |  |  |                                        |
|                               |                                              |  |                       |                                           |  |  |  |  |  |  |  |                                        |
|                               |                                              |  |                       | Luisa Ulrika Hesensko-Homburská           |  |  |  |  |  |  |  |                                        |
|                               |                                              |  |                       |                                           |  |  |  |  |  |  |  |                                        |
|                               | Marie Schwarzbursko-Rudolstadtská            |  |                       |                                           |  |  |  |  |  |  |  |                                        |
|                               |                                              |  |                       |                                           |  |  |  |  |  |  |  |                                        |
|                               |                                              |  |                       | Ota Viktor ze Schönburg-Waldenburgu       |  |  |  |  |  |  |  |                                        |
|                               |                                              |  |                       |                                           |  |  |  |  |  |  |  |                                        |
|                               | Matylda ze Schonburg-Waldenburgu             |  |                       |                                           |  |  |  |  |  |  |  |                                        |
|                               |                                              |  |                       |                                           |  |  |  |  |  |  |  |                                        |
|                               |                                              |  |                       | Tekla Schwarzbursko-Rudolstadtská         |  |  |  |  |  |  |  |                                        |
|                               |                                              |  |                       |                                           |  |  |  |  |  |  |  |                                        |
| Woizlawa Feodora Meklenburská |                                              |  |                       |                                           |  |  |  |  |  |  |  |                                        |
|                               |                                              |  |                       |                                           |  |  |  |  |  |  |  |                                        |
|                               |                                              |  | Jindřich LXVII. Reuss |                                           |  |  |  |  |  |  |  |                                        |
|                               |                                              |  |                       |                                           |  |  |  |  |  |  |  |                                        |
|                               | Jindřich XIV. Reuss                          |  |                       |                                           |  |  |  |  |  |  |  |                                        |
|                               |                                              |  |                       |                                           |  |  |  |  |  |  |  |                                        |
|                               |                                              |  |                       | Adléta Reuss-Ebersdorf                    |  |  |  |  |  |  |  |                                        |
|                               |                                              |  |                       |                                           |  |  |  |  |  |  |  |                                        |
|                               | Jindřich XXVII. z Reussu                     |  |                       |                                           |  |  |  |  |  |  |  |                                        |
|                               |                                              |  |                       |                                           |  |  |  |  |  |  |  |                                        |
|                               |                                              |  |                       | Evžen Württemberský                       |  |  |  |  |  |  |  |                                        |
|                               |                                              |  |                       |                                           |  |  |  |  |  |  |  |                                        |
|                               | Anežka Württemberská                         |  |                       |                                           |  |  |  |  |  |  |  |                                        |
|                               |                                              |  |                       |                                           |  |  |  |  |  |  |  |                                        |
|                               |                                              |  |                       | Helena Hohenlohe-Langenburská             |  |  |  |  |  |  |  |                                        |
|                               |                                              |  |                       |                                           |  |  |  |  |  |  |  |                                        |
|                               | Viktorie Feodora Reuss-Schleiz               |  |                       |                                           |  |  |  |  |  |  |  |                                        |
|                               |                                              |  |                       |                                           |  |  |  |  |  |  |  |                                        |
|                               |                                              |  |                       | Arnošt I. z Hohenlohe-Langenburgu         |  |  |  |  |  |  |  |                                        |
|                               |                                              |  |                       |                                           |  |  |  |  |  |  |  |                                        |
|                               | Heřman Hohenlohe-Langenburský                |  |                       |                                           |  |  |  |  |  |  |  |                                        |
|                               |                                              |  |                       |                                           |  |  |  |  |  |  |  |                                        |
|                               |                                              |  |                       | Feodora Leiningenská                      |  |  |  |  |  |  |  |                                        |
|                               |                                              |  |                       |                                           |  |  |  |  |  |  |  |                                        |
|                               | Elisa Hohenlohe-Langenburská                 |  |                       |                                           |  |  |  |  |  |  |  |                                        |
|                               |                                              |  |                       |                                           |  |  |  |  |  |  |  |                                        |
|                               |                                              |  |                       | Vilém Bádenský                            |  |  |  |  |  |  |  |                                        |
|                               |                                              |  |                       |                                           |  |  |  |  |  |  |  |                                        |
|                               | Leopoldina Bádenská                          |  |                       |                                           |  |  |  |  |  |  |  |                                        |
|                               |                                              |  |                       |                                           |  |  |  |  |  |  |  |                                        |
|                               |                                              |  |                       | Alžběta Alexandra Württemberská           |  |  |  |  |  |  |  |                                        |
|                               |                                              |  |                       |                                           |  |  |  |  |  |  |  |                                        |